# Жефиньо
Жеферсон да Консенсао Гонсалвес (порт.-браз. Jeferson da Conceição Gonçalves; род. 5 октября 1989, Кандеяс, Баия), более известный как Жефиньо (порт.-браз. Jefinho), — бразильский парафутболист, выступающий на позиции полузащитника. Четырёхкратный Паралимпийский чемпион (2008, 2012, 2016, 2020) в футболе 5×5 (для незрячих). Считается одним из лучших незрячих футболистов в мире, а за стиль своей игры и успехи на международных соревнованиях получил прозвище «Паралимпийский Пеле» в честь «Короля футбола» Пеле.

## Личная жизнь
Жефиньо родился с глаукомой и уже к семи годам полностью ослеп.

## Карьера
За сборную Бразилии 5×5 дебютировал в 14-летнем возрасте на чемпионате мира 2006 года, проходившем в Аргентине. В финале «селесао» уступили своим принципиальным соперникам — хозяевам турнира, о чём впоследствии неоднократно с досадой вспоминал сам Жефиньо.